# Sèrie homòloga

Els quatre composts de la sèrie homòloga dels aldehids de cadena lineal.
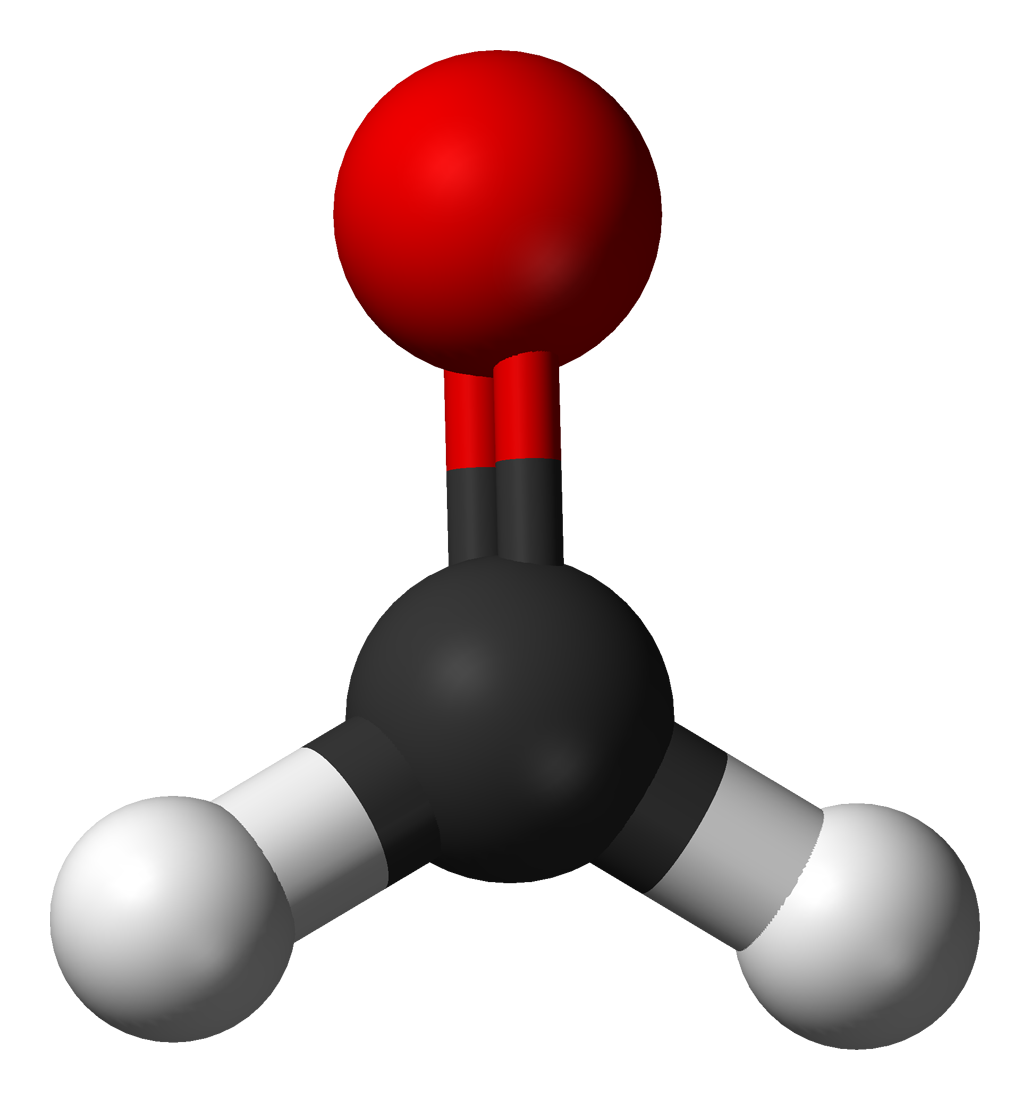
Metanal o formaldehid.
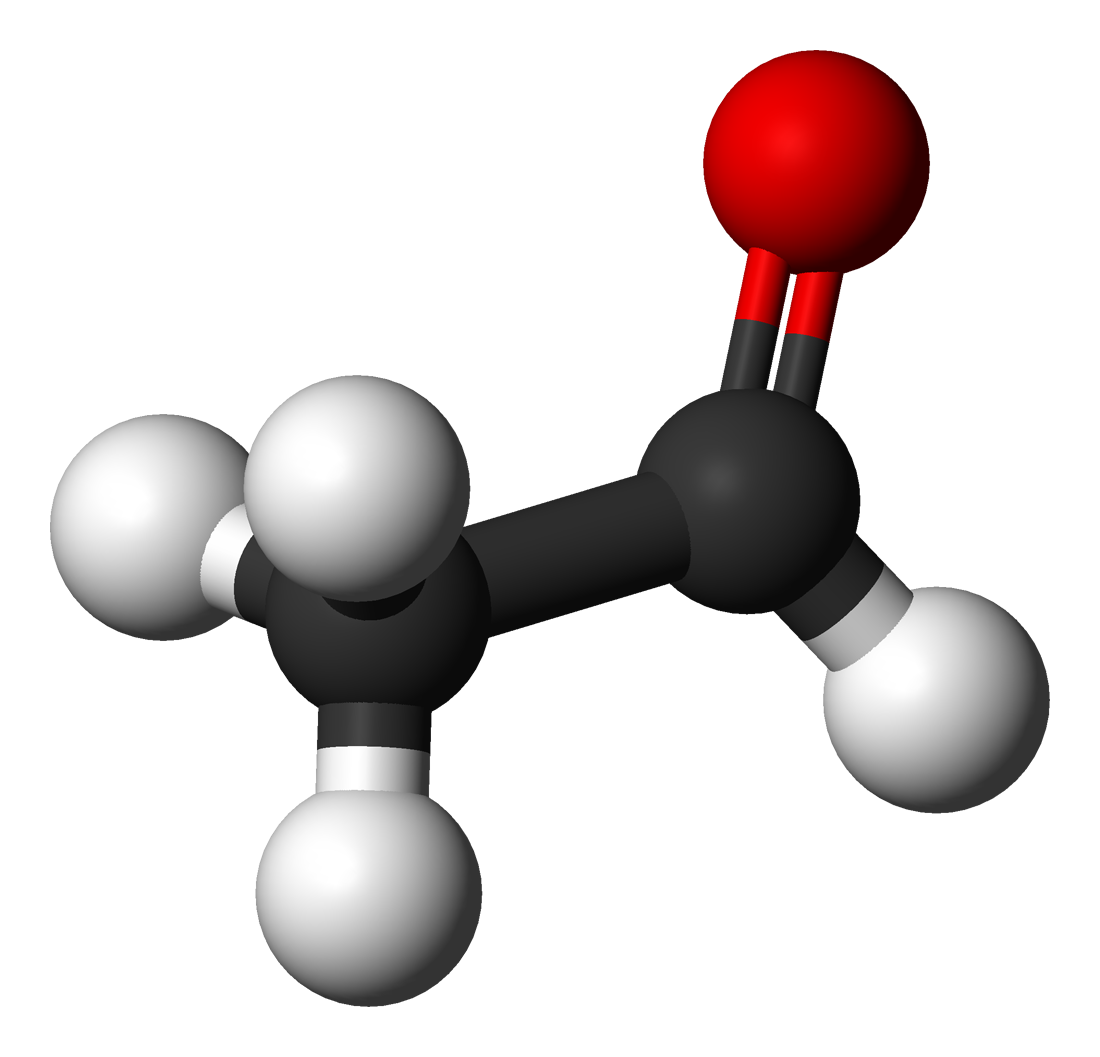
Etanal o acetaldehid.
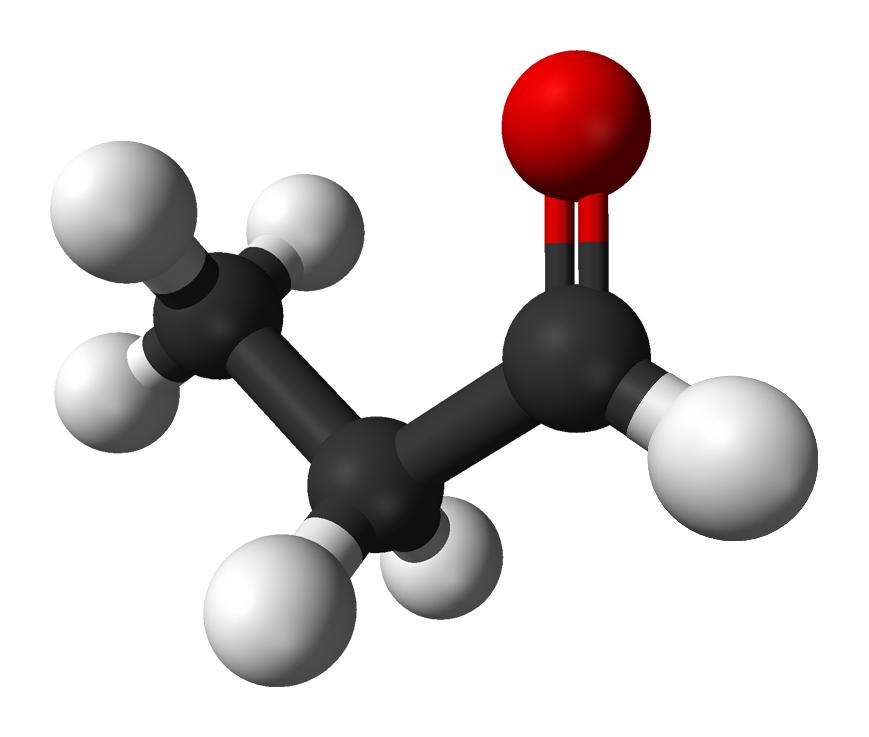
Propanal.
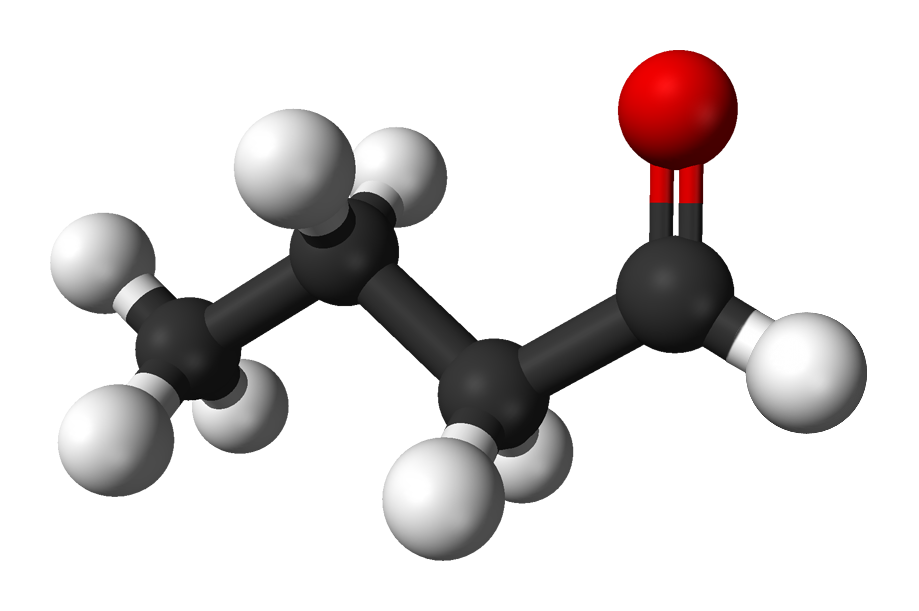
Butanal.

Una sèrie homòloga és una sèrie de composts orgànics amb el mateix grup funcional que difereixen entre ells només en el nombre de grups metilè (–CH₂–).
Tots els membres d’una mateixa sèrie homòloga s'anomenen homòlegs i responen a una mateixa fórmula general. En són exemples els aldehids de cadena lineal: metanal {\displaystyle {\ce {CH2O}}}, etanal {\displaystyle {\ce {C2H4O}}}, propanal {\displaystyle {\ce {C3H6O}}}, butanal {\displaystyle {\ce {C4H8O}}}, pentanal {\displaystyle {\ce {C5H10O}}}, hexanal {\displaystyle {\ce {C6H12O}}}… que responen tots a la fórmula general {\displaystyle \mathrm {C_{x}H_{2x}O} } i que presenten com a grup funcional un grup carbonil {\displaystyle {\ce {-COH}}} en un extrem de la cadena lineal.
| Propietat                                      | metanal | etanal | propanal | butanal | pentanal | hexanal | heptanal | octanal |
| ---------------------------------------------- | ------- | ------ | -------- | ------- | -------- | ------- | -------- | ------- |
| Massa molar (g·mol–1)                          | 30,03   | 44,05  | 58,08    | 72,11   | 86,13    | 100,16  | 114,18   | 128,22  |
| Punt de fusió (°C)                             | –92     | –123   | –81      | –97     | –91      | –56     | –42      | –23     |
| Punt d'ebullició (°C)                          | –21     | 20     | 48       | 75      | 103      | 128     | 153      | 175     |
| Densitat a 20 °C (g/cm³)                       | 0,816   | 0,778  | 0,797    | 0,803   | 0,808    | 0,814   | 0,817    | 0,821   |
| Índex de refracció, {\displaystyle n_{D}^{20}} |         | 1,331  | 1,362    | 1,380   | 1,394    | 1,404   | 1,411    | 1,419   |
| Viscositat (mPa·s)                             |         | 0,2    | 0,4      | 0,45    | 0,54     |         |          |         |

El concepte de sèrie homòloga fou definit el 1844 pel químic francès Charles Frédéric Gerhardt (1816–1856) al seu llibre Précis de Chimie Organique. Gerhardt generalitzà l'observació del químic alemany Hermann Kopp (1817–1892) que els punts d'ebullició dels compostos metil i etil mostren una diferència gairebé constant. Gerhardt suggerí que les addicions successives de metilè (–CH₂–) a un grup fonamental donen lloc a una sèrie de compostos relacionats, com els alcohols. Afirmà que aquestes substàncies experimenten canvis segons les mateixes equacions, i només necessitem conèixer les reaccions d'una per predir les de les altres.
Les propietats químiques dels homòlegs són determinades pel grup funcional que defineix la sèrie homòloga, mentre que les seves propietats físiques varien progressivament en la mesura que augmenta la massa molar. Per exemple, els punts d'ebullició de la sèrie dels aldehids a partir de l'etanal augmenten 22-28 °C de compost en compost a mesura que s'incrementen els grups metilè. Els valors de l'etanal a l'octanal en °C són: 20; 48 = 20 + 28; 75 = 48 + 27; 103 = 75 + 28; 128 = 103 + 25; 153 = 128 + 25; 175 = 153 + 22.